# Chiesa di San Salvatore (Bucine)
La chiesa di San Salvatore è un edificio sacro che si trova lungo la via omonima, a Bucine.

## Descrizione
La chiesa è un semplice edificio in pietra con tetto a capanna, risalente forse al '200 e che, secondo la tradizione popolare, venne edificato sul luogo dove apparve miracolosamente il Cristo ad alcuni fanciulli. La chiesa venne eretta, in parte, con le pietre portate in atto penitenziale dalle Compagnie della Valdambra e delle zone circostanti.
Dopo il restauro degli inizi del '900 venne esposto, dietro l'altare, un dipinto raffigurante la Miracolosa apparizione di Gesù ad un contadinello, opera del senese Augusto Bastianini, artista che aderì al divisionismo toscano e di cui si conserva, agli Uffizi, l'autoritratto del 1900.